# アレクシアス

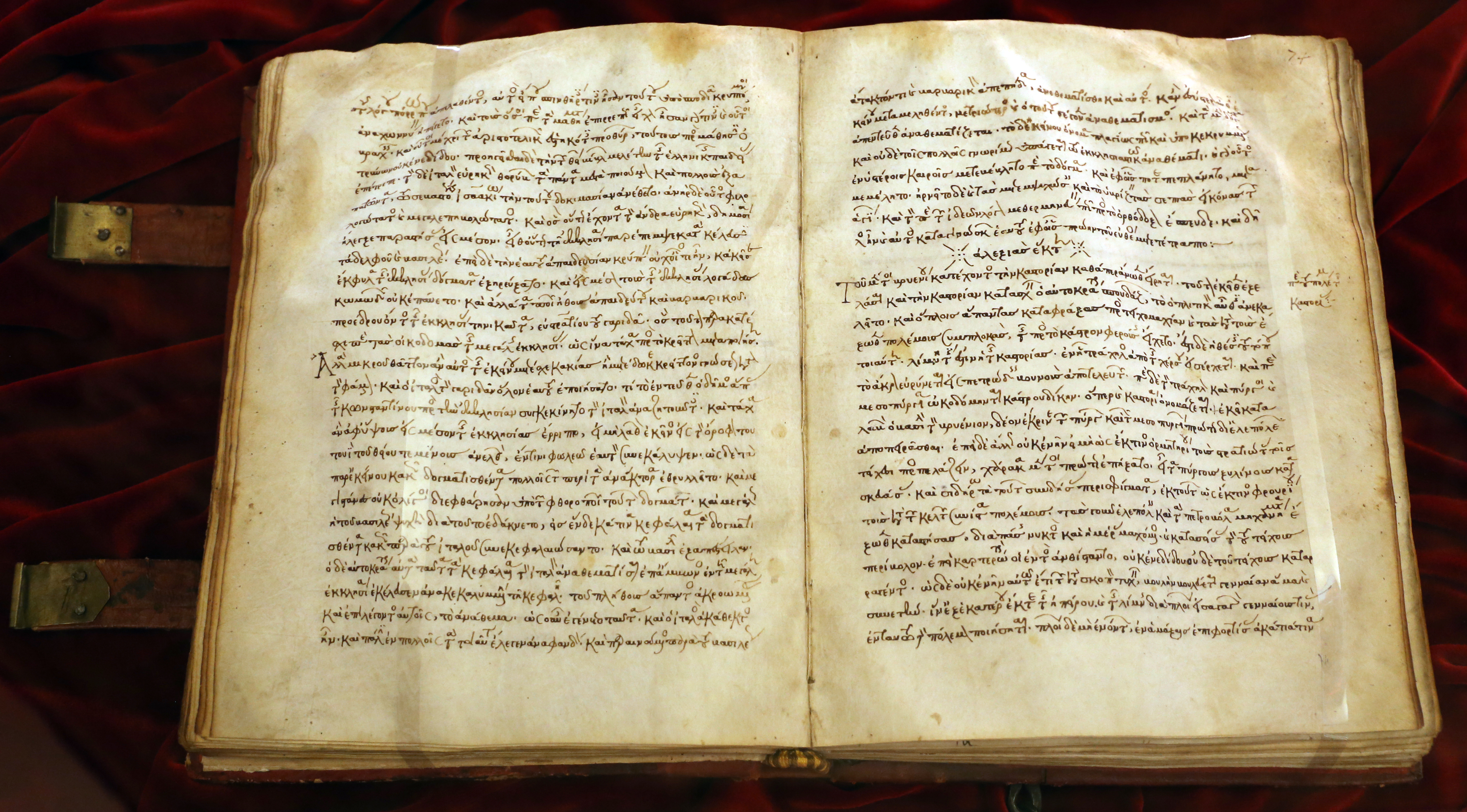
12世紀の『アレクシアス』写本（ラウレンツィアーナ図書館蔵）

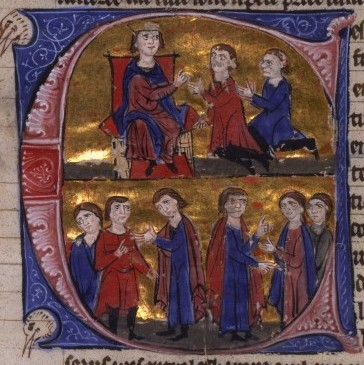
アレクシオス1世に忠誠を誓うヴェルマンドワ伯ユーグ1世

『アレクシアス』（ギリシャ語: Ἀλεξιάς, ラテン文字転写: Alexias）は、1148年ごろにビザンツ帝国皇女アンナ・コムネナが著した歴史書、伝記である。古代のアッティカ方言風ギリシア語で書かれている。アンナの父アレクシオス1世コムネノスが在位していた頃のビザンツ帝国の政治史・軍事史が記されており、中世盛期のビザンツ帝国を知る重要な史料となっている。また『アレクシアス』には、12世紀初頭におけるビザンツ帝国と十字軍の関係や、この時代の東西の争いについても記されている。一方で、同時代の文献では頻繁に言及されている1054年のシスマには触れられていない。しかし東西ヨーロッパにおけるビザンツ帝国の文化的影響力の衰退と、西欧の勢力圏拡大の様相は、当事者の目線から詳らかにされている。

## 構成
『アレクシアス』は序文と15巻からなる。時代がアレクシオス1世の治世に限られているぶん、その記述は非常に詳細なものとなっている。
- 1. ロベルト・イル・グイスカルド率いるノルマン人のビザンツ帝国攻撃（1–6巻）
  - 第1巻: アレクシオスの将軍・スコライ軍団長（英語版）就任、ノルマン人の侵略準備について。第2巻: アレクシオス1世率いるコムネノス家の反乱について。第3巻: アレクシオス1世の即位（1081年）、反乱時には同盟関係にあったドゥーカス家との軋轢、ノルマン人のアドリア海渡海について。第4巻: ノルマン人との戦争（1081年–1082年）について。第5巻: ノルマン人との戦争の続き（1082年–1083年）、最初の「異端」との激突について。第6巻: ノルマン人との戦争の終結（1085年）、ロベルト・イル・グイスカルドの死について。
- 2. ビザンツ帝国とトルコ人の関係（6–7巻、9–10巻、14–15巻）
  - 第7巻: スキタイ人との戦争（1087年–1090年）について。第9巻: チャカスやダルマチア人との戦争（1092年–1094年）、ニケフォロス・ディオゲネス（英語版）の陰謀（1094年）について。第10巻: クマン人との戦争、第1回十字軍の始まり（1094年–1097年）について。第14巻: トルコ人、フランク人、クマン人、マニ教徒について（1108年–1115年）。第15巻: ボゴミル派に対するアレクシオス1世最後の遠征と死（1116年–1118年）について。
- 3. ペチェネグ人の北方からの侵入（7–8巻）
  - 第8巻: スキタイ戦争の終結（1091年）と皇帝に対する陰謀について。
- 4. 第1回十字軍とビザンツ帝国の関係（10–11巻）:
  - 第11巻: 第1回十字軍について（1097年–1104年）。
- 5. アンティオキア公ボエモン1世（ロベルト・イル・グイスカルドの子）のビザンツ帝国辺境に対する攻撃（11–13巻）[3]
  - 第12巻: 帝国内の抗争、ノルマン人の第二次侵略準備について（1105年–1107年）。第13巻: アーロンの陰謀、ノルマン人の第二次侵略について（1107年–1108年）。

## テーマ
『アレクシアス』の主要テーマは、第1回十字軍と宗教紛争である。アンナ・コムネナは、十字軍に参加している人々を分類して「ケルト人」「ラテン人」「ノルマン人」と呼び分けている。また父アレクシオス1世や、彼が在位中（1081年-1118年）に行った遠征についても極めて詳しく記述されている。これにより、アンナ・コムネナは十字軍に対する「ビザンツ側の視点」を後世に伝えている。歴史家の中には、ギリシア神話の影響を指摘する者もいる。レノーラ・ネヴィルは「絶え間なき嵐の中を、その狡知と勇気でもって帝国のかじを取る狡猾な船長、というアレクシオス1世の描写は、オデュッセウスを強く想起させる」と述べている。

## 文体
『アレクシアス』の原本は1148年ごろにギリシア語で書かれた。アンナ・コムネナは一般的な歴史書の執筆者と異なり、『アレクシアス』の中で自分自身を語り、歴史事件に対する個人的な感情や感想も公然と表明している。彼女の著述家としてのスタイルは他のギリシア散文を用いる歴史家たちと大きく異なっており、それゆえに『アレクシアス』は高い評価を持って受け入れられた。批判が加えられるようになったのはより後になってからである。歴史家たちも、同時代の定型から飛び出した作品である『アレクシアス』に関心を寄せた。アンナ・コムネナは同時代ギリシアでは唯一の女性歴史家であり、歴史家たちは彼女が女性だからこのような特異な書き方をするのだと見なした。また自分自身がその歴史記述の中に登場するにもかかわらず、アンナ・コムネナの『アレクシアス』の叙述は「率直」だと評価されている。

## 後世への影響
アンナ・コムネナの著作は、彼女の父アレクシオス1世を知るための主要文献となっている。『アレクシアス』の記述によると、彼女が執筆にとりかかったのは55歳の時であった。アレクシオス1世を支援する名目でやってきた十字軍について、アンナは「ケルト人」「ラテン人」「ノルマン人」といった呼称を用い、彼らがビザンツ皇帝へ献上すると約束していたはずの再征服地の多くを引き渡さず、いたるところで略奪を働いていたとして軽蔑の目を向けている。ただアンナ自身は、十字軍を中立的な視点から描写したと自己評価している。後世の歴史家からは、十字軍に対する個人的な感情や、父アレクシオス1世を高く賛美しようとしていたことがバイアスを生んでいるという指摘も出ている。

## 分析

### 著者
『アレクシアス』そのものが本当にアンナ・コムネナの手で書かれたものであるか否かという点は、活発な議論が交わされている。ある学者は、筆者の性別をはじめとした背景情報を窺わせるような記述が、一部の明文化されている部分を除くと非常に少ないと主張している。このことから、『アレクシアス』の筆者は女性ですらなく、誰かしらの男性が騙って執筆したものであると考えている学者もいる。たとえばハワード＝ジョンソンは『アレクシアス』の軍事に関する記述に着目し、アンナ・コムネナは夫ニケフォロス・ブリュエンニオスが書き記した記録帳をまとめたに過ぎず、この文献は『ニケフォロスのアレクシアス』と呼ぶべきであるとしている。
ただ一般には、『アレクシアス』の筆者はアンナ・コムネナ本人であるというのが定説となっている。文中には歴史事件に対する彼女自身の関与や、妻としての振る舞い、女性としてのつつましさに関する記述がみられ、アンナ本人の筆によるものである証拠と見なされている。またアンナは父アレクシオス1世の遠征に同行していたので、詳しい軍事面の知見も持ち合わせ得た。

### バイアス
アンナ・コムネナは『アレクシアス』に真実を記載したとしているが、実際にはその内容にはバイアスがかかっている。たとえば彼女は、父であるアレクシオス1世を「明らかなるキリスト教徒皇帝」として強調し、道徳的にも政治的にも優れていたと全編のいたるところで称賛している。フランコパンは、『アレクシアス』ではアレクシオス1世に対する否定的評価が見られず、これは同じ書内における弟ヨハネス2世コムネノスや甥マヌエル1世コムネノスに対する扱いや、伝統的な聖人伝の書かれ方（対象の否定的な側面も挙げて対比的に人物を描写する）とは対照的だと指摘している。またアンナ・コムネナはラテン人（ノルマン人や「フランク人」を指す）を野蛮人として描写している。彼女はトルコ人やアルメニア人にも同様の嫌悪を示している。また『アレクシアス』では、アレクシオス1世の没後に弟のヨハネス2世が長姉たる自分を差し置いて帝位を継承したことを非難している。また現代の読者の視点からは、軍事史の記述と矛盾するまでに帝国の不運ぶりが誇大に、またステレオタイプに強調されているように見える（ホメーロスなどの文学作品の影響を受けている可能性もある）。それでもビザンツ史家ゲオルク・オストロゴルスキーは、一次史料として『アレクシアス』を重要視している。

### ジェンダー観
アンナ・コムネナは『アレクシアス』内で、ステレオタイプなジェンダー観に一応は触れている。彼女は女性を、男性と比べて「涙に頼り、危機に直面すれば臆病になりがち」なものだと書いている。ところが、『アレクシアス』には女性が涙を流すというような場面はほとんど出てこない。唯一の例外はアレクシオス1世の葬式の場面であるが、このような場なら悲嘆の念を示すのは文化的に適切な感情表現と見なされていた。また、臆病なふるまいをする女性も一切登場しない。アンナ・コムネナ自身も、ある事件を叙述しながら自分が涙を流していると独白する部分があるが、その後すぐさま読者に対して、歴史を叙述する自らの責務に立ち戻り、泣くのはやめる、と伝え、同じ事件に関する叙述をもう一度繰り返している。こうすることで、彼女は自らの「女性」という側面を制御しようとしたのだとも指摘されている。ただ全体として、アンナ・コムネナは「知性」をもって記述にあたるのを第一としており、また知性は男女ともに持ちうるものだとも述べている。これにより、『アレクシアス』では女性が自発的に社会的ジェンダーロールから脱却する余地を与えているのであるという。 なおこうしたアンナの態度は、比較可能な女性著述家がいないこともあり、第一次十字軍に対するビザンツ帝国女性の平均的な反応や価値基準と見なすのは難しいという指摘もされている。

### ジェンダーと文体
アンナ・コムネナの類を見ない歴史叙述は、彼女が女性であるゆえだとされており、その影響は肯定的にも否定的にも捉えられている。こうしたジェンダー論的な解釈によれば、アンナの特徴的な記述を通して見えるアレクシオス1世像やアンナ自身の像は、男性著述家の筆によっていては見られないものだという。ローマ史家のエドワード・ギボンは「いたるページで女性著述家の虚栄心を」露呈しているとし、これに同意する学者もいる。一方で、彼女の文体には先行する歴史家ミカエル・プセルロスの影響が見て取れるとする学者もいる。さらには、アンナの特徴的な文体はプセルロスの『年代記』を参考にしつつ独自に発展させたものであって、彼女自身のジェンダーによるものではないとする者もいる。
歴史事象に自分自身や己の感情を絡めるアンナ・コムネナの文体は、当時としても強烈に独特なものだとみられていた。ただ、彼女は自身のすべての情報を書き記しているわけではない。彼女に子どもが4人いたという事実も、『アレクシアス』には記されていない。文体の混合、個人情報の欠如、性差を意識した記述などから、近現代におけるフェミニズムとは異なり、アンナ・コムネナが文章の中で女性の社会的地位そのものに疑問を投げかけようとはしていなかったことが分かる（それでも、アンナ・コムネナによる女性描写は同時代の男性著述家たちのそれとは明らかに異なっている）。その代わり、彼女の文体からは、知性と高貴さが性をはるかに超越して重要なものであると考える彼女の信念を表しており、自身の歴史がジェンダーロールから逸脱したものであるとは考えていなかったことが読み取れる。

## 写本
以下の一覧は、アレクシアスの一部のみ載せている写本も含む。
- Codex Coislinianus 311, in Fonds Coislin（英語版） (パリ)
- Codex Florentinus 70,2
- Codex Vaticanus Graecus 1438
- Codex Barberinianus 235 & 236
- Codex Ottobonianus Graecus 131 & 137
- Codex Apographum Gronovii
- Codex Vaticanus Graecus 981 (序文と要約)
- Codex Monacensis Graecus 355 (序文と要約)
- Codex Parisinus Graecus 400 (序文と要約)

## 主な刊行版
- Comnena, Anna Elizabeth S. Dawes訳 (1928). Alexiad. Fordham University
- Leib, Bernard, ed (1937). Anne Comnène: Alexiade (règne de l'empereur Alexis I Comnène 1081-1118). 1. Paris: Les Belles Lettres
- Leib, Bernard, ed (1943). Anne Comnène: Alexiade: Règne de l'empereur Alexis I Comnène (1081-1118). 2. Paris: Les Belles Lettres
- Leib, Bernard, ed (1945). Anne Comnène: Alexiade: Règne de l'empereur Alexis I Comnène (1081-1118). 3. Paris: Les Belles Lettres
- Comnena, Anna E.R.A. Sewter訳 (1969). The Alexiad. Penguin Classics. ISBN 9780140442151
- アンナ・コムニニ 著、相野洋三 訳『アレクシアス』解説 井上浩一、悠書館、2019年。ISBN 978-4-86582-040-9。